# 俄罗斯航天国家集团
俄罗斯国家航天集团公司（俄语：Государственная корпорация по космической деятельности «Роскосмос»），通稱俄羅斯航太（Роскосмос，羅馬字轉寫：Roscosmos），是俄羅斯主理航太事業的國營企業，其負責俄羅斯各項太空科學與载人航天計畫，同時繼承前蘇聯的太空計畫。

## 歷史

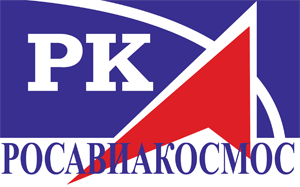
俄羅斯太空局時期標誌

公司化後的Roscosmos全銜標誌

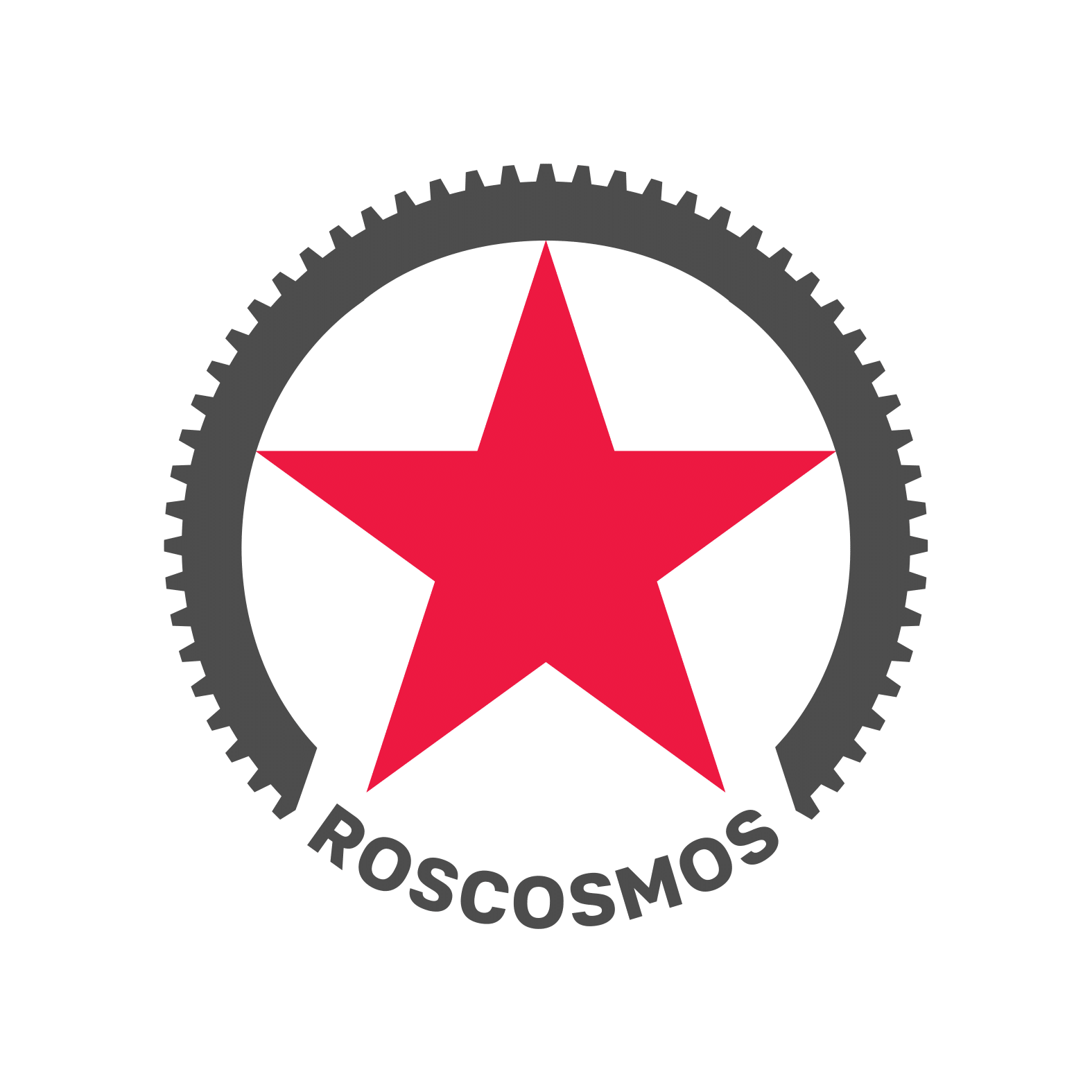
2022年使用的Roscosmos標誌

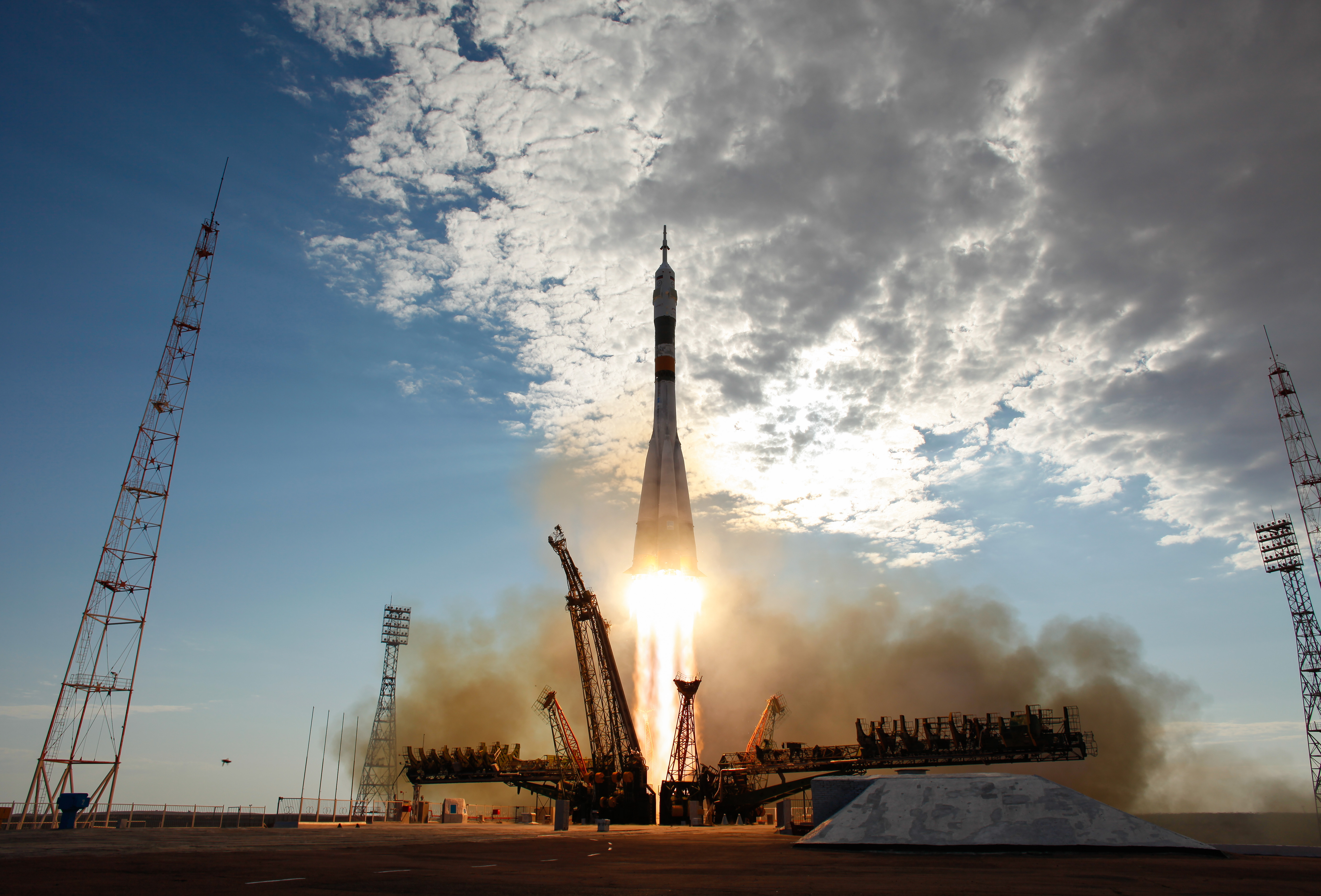
拜科努爾太空發射場

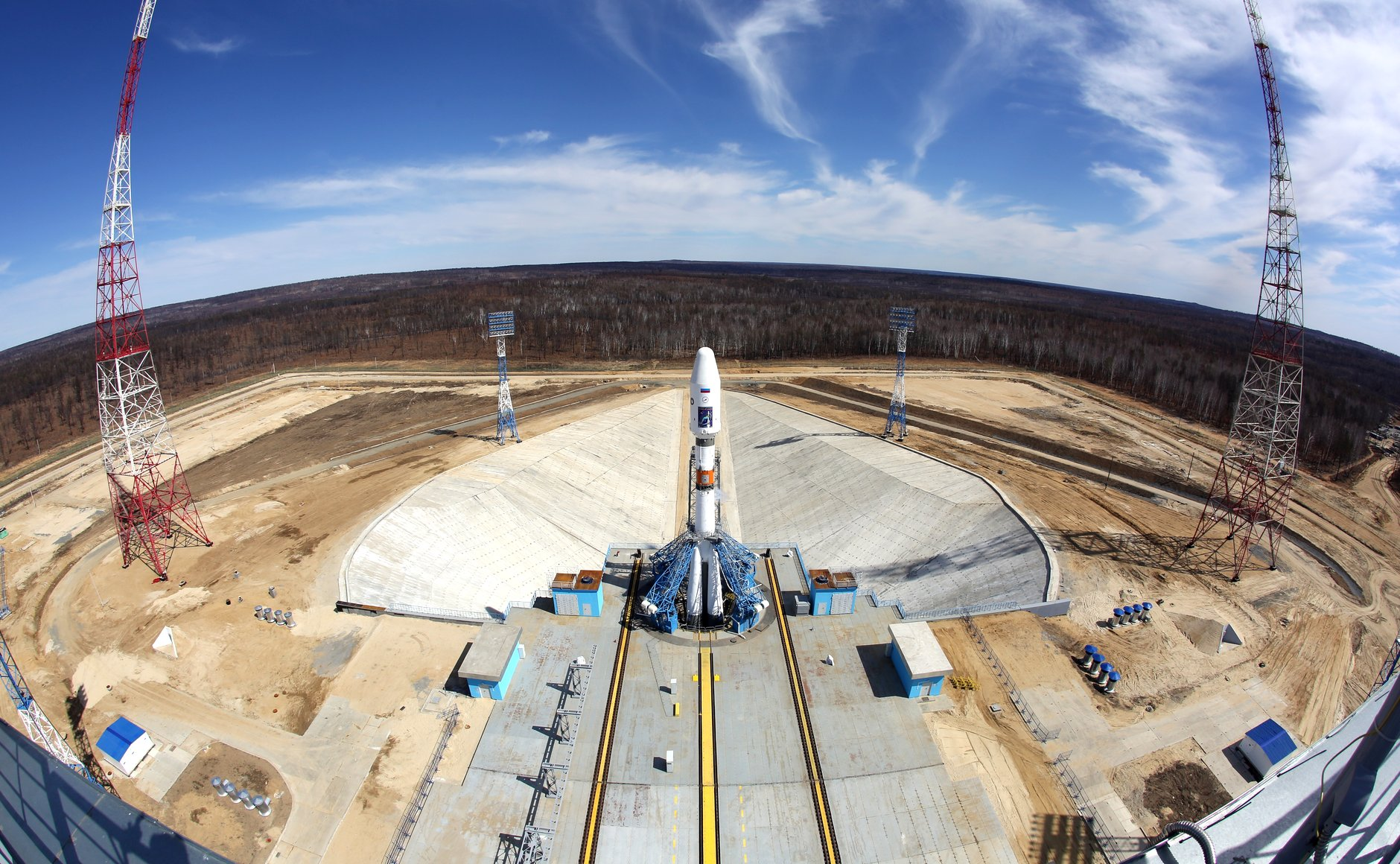
東方太空發射場

最早前身為1992年成立的俄羅斯太空局（Российское космическое агентство；縮寫：RKA、RSA、RFSA），之後曾更名為俄羅斯航空暨太空局（Российское авиационно-космическое агентство）、以及俄羅斯聯邦太空局（Федеральное космическое агентство «Роскосмос»），至2015年起從政府機構改組為依俄羅斯法律註冊的國有公司，奠定現有的組織架構。

### 最初的進度
在蘇聯剛解體的时候，RKA一度缺乏資金進行各項計劃，直到最近數年才有所改善。該局想一直爭取進行的計劃包括登月計劃和與國際太空站的合作計劃。但自1990年開始該局資金不斷倒退，令太空局迫不得已只好推行另一些方案去維持太空計劃。這令該局於發射商業衛星、推行太空旅遊等方面取得領先的優勢。太空局在科學任務譬如行星間的探索、天文任務等可參與的程度很低，所以打算開發和平號太空站，以為國際太空站盡力。此外亦會繼續發射聯盟號太空船和進行其任務。
在前蘇聯解體後，俄羅斯太空局成立。RKA使用了原蘇聯太空計劃中研究及研製的太空科技和火箭發射場。這些火箭發射場大多位於哈萨克斯坦，它們都是由俄羅斯政府與哈薩克政府簽訂長期租約所維持和使用。RKA控制了俄羅斯所有的民用太空計劃，包括了有人駕駛的和無人駕駛的非軍用太空船。在苏联时期遗留下来的技术资本至今仍在给其提供帮助。
自1992年起，瑞‧考普特夫就被委任為俄羅斯聯邦太空局的局長。

### 2005-2006年間新發展
俄羅斯在2005年起因以高價出口石油和天然氣等致經濟起飛。政府展望2006的資金將比較充裕。這令俄國國會將從2006到2015年批出3050億盧布予太空局以及總數達4250億盧布作為太空科技的支出。
太空局2006的經費共高達250億，比2005的經費多了33% 。因為最近十年用於太空科技的財政預算獲批，所以太空局的支出將會每年上升5—10%。這將使太空局擁有穩定的資金匯集。此外，俄羅斯聯邦太空局計劃將1300億盧布注入其他地方，包括太空工業投資和商業性的太空活動。

### 俄罗斯探月项目规划
2020年12月，俄罗斯航天国家集团总裁德米特里·罗戈津透露，俄罗斯月球探测计划将于2021年开始，预定在当年秋季发射由拉沃契金设计局研发的月球25号探测器，去确认俄罗斯是否掌握在月球软着陆的技术。此后俄罗斯将发射运行在月球轨道上，用遥感设备详细探测未来的月球着陆点的月球-26号探测器。以及担任从月球表面采样返回地球任务的月球-27号探测器。2023年，俄罗斯载人登月的核心设备鹰登月飞船将首次飞往太空。未来，鹰飞船将替代现在使用的进步和联盟号飞船。

## 腳註
1. ↑  此為「俄羅斯」與「宇宙」組合而成的複合詞。